# Hypothèse de Porter
L'hypothèse de Porter est une intuition et une théorie économique soutenues par Michael Porter selon laquelle une réglementation environnementale stricte mais bien pensée peut engendrer non seulement des bénéfices sociaux par réduction des dommages environnementaux, mais également des bénéfices privés pour les entreprises qui y sont soumises. Dans ce cas, il est possible que les bénéfices dépassent les coûts supportés par les pollueurs pour se conformer à la réglementation, augmentant ainsi leurs profits. 
L'idée sous-jacente est que l'introduction d'une réglementation stricte et flexible pousse les entreprises à remettre en question leur mode de production, par un effet d'innovation. Le processus aboutirait très souvent non seulement à la réduction de la pollution, mais également à des gains de productivité profitables. Si cette hypothèse est valide et admise par les pouvoirs publics, la mondialisation devrait plutôt favoriser la protection de l'environnement.

## Concept
Cette hypothèse a été formulée par l'économiste Michael Porter en 1991, puis par Porter et van der Linde en 1995. Elle visait à remettre en question les hypothèses traditionnelles de l'économie classique selon lesquelles une réglementation environnementale, en ajoutant des contraintes supplémentaires sur les entreprises, augmente les coûts de production et affecte négativement leur position concurrentielle sur les marchés internationaux. Il s'agit donc de se détourner d'une vision dans laquelle l'augmentation de la concurrence entre les nations, associée à la mondialisation, favoriserait l'adoption de normes environnementales peu sévères.
Une étude publiée en 2004 montre que l'hypothèse de Porter n'est pas toujours vérifiée. La profitabilité des investissements environnementaux des entreprises dépendrait en effet fortement du secteur d'activité. Par exemple, ces investissements sont évidemment plus profitables dans le secteur des services environnementaux, alors qu'ils le sont beaucoup moins dans les secteurs les plus polluants. Néanmoins l'exemple de Dupont de Nemours montre qu'une entreprise, même polluante, qui investit dans des mesures de protection de l'environnement, peut obtenir des revenus substantiels à long terme en développant la vente de produits et de services environnementaux. Il s'agit donc de sortir d'une vision à court terme « coûts-bénéfices », l'objectif gagnant-gagnant n'étant pas si simple à réaliser. 

## Vérifications empiriques
Une étude menée par la Banque centrale européenne (2023) estime que l'hypothèse de Porter ne se vérifie que sur une partie des grandes entreprises, car elles ont accès plus aisément à des sources de financement pour investir dans des nouvelles méthodes de production moins polluantes. La hausse des régulations environnementales a, pour les autres entreprises, un effet négatif sur la productivité qui est d'autant plus fort que la firme pollue beaucoup.